# 1709
Il 1709 (MDCCIX in numeri romani) è un anno  del XVIII secolo.

## Eventi
- Eccezionale ondata di gelo colpisce l'Europa nell'Inverno 1709.
- Nasce in Inghilterra il diritto d'autore (copyright).
- Vengono scoperti i primi reperti antichi della città di Ercolano, distrutta dall'eruzione del 79 del Vesuvio.
- Bartolomeo Cristofori costruisce il primo pianoforte
- 1º febbraio – Il marinaio scozzese Alexander Selkirk viene salvato dopo essere rimasto da solo per 4 anni e 4 mesi su un'isola deserta. Ispirerà il romanzo Robinson Crusoe di Daniel Defoe.
- 27 giugno – Battaglia di Poltava: Pietro il Grande sconfigge Carlo XII di Svezia in Ucraina.
- 13 luglio – Johann Maria Farina gegenüber dem Jülichs-Platz GmbH (letteralmente Giovanni Maria Farina di fronte allo Jülichs-Platz), è la fabbrica di profumo più antica del mondo fondata a Colonia da Giovanni Battista Farina.
- 11 settembre – Battaglia di Malplaquet: Vittoria pirrica della Grande Alleanza sull'esercito franco-bavarese.

## Nati

### Gennaio
- 3 gennaio - Jean Baptiste Ladvocat, abate francese († 1765)
- 9 gennaio - François de Fitz-James, vescovo cattolico e teologo francese († 1764)
- 15 gennaio - Giovanni Francesco Salvemini, matematico e astronomo italiano († 1791)
- 17 gennaio - Giovanni Ottavio Bufalini, cardinale e arcivescovo cattolico italiano († 1782)
- 17 gennaio - Margaret Rolle, nobildonna inglese († 1781)
- 24 gennaio - Dom Bedos de Celles, monaco cristiano, organaro e organista francese († 1779)
- 25 gennaio - Filippo Gonzaga, militare italiano († 1778)

### Febbraio
- 6 febbraio - Donato Maria Arcangeli, vescovo cattolico italiano († 1772)
- 7 febbraio - Charles de Brosses, magistrato, filosofo e linguista francese († 1777)
- 11 febbraio - William Courtenay, VII conte di Devon, nobile e politico inglese († 1762)
- 24 febbraio - Jacques de Vaucanson, inventore e artista francese († 1782)
- 25 febbraio - Giordano Riccati, fisico, architetto e matematico italiano († 1790)

### Marzo
- 1º marzo - William Bentinck, II duca di Portland, nobile inglese († 1762)
- 3 marzo - Andreas Sigismund Marggraf, chimico tedesco († 1782)
- 10 marzo - Georg Wilhelm Steller, botanico, zoologo e medico tedesco († 1746)
- 14 marzo - Gabriel Bonnot de Mably, filosofo e politico francese († 1785)
- 18 marzo - Johannes Gessner, medico e naturalista svizzero († 1790)
- 22 marzo - Giuseppe Zais, pittore italiano († 1784)
- 27 marzo - William Flackton, compositore, editore e organista britannico († 1798)
- 28 marzo - Aleksej Grigor'evič Razumovskij, ucraino († 1771)

### Aprile
- 5 aprile - Antonio Giuseppe della Torre di Rezzonico, scrittore e militare italiano († 1785)
- 6 aprile - Angelo Maria Labia, poeta italiano († 1775)
- 7 aprile - Giovanni Domenico Maraldi, astronomo italiano († 1788)
- 12 aprile - Filippo Lante Montefeltro della Rovere, IV duca di Bomarzo, nobile italiano († 1771)
- 14 aprile - Charles Collé, commediografo francese († 1783)
- 30 aprile - Christian Gottlieb Ludwig, botanico e medico tedesco († 1773)

### Maggio
- 24 maggio - Théodore Tronchin, medico svizzero († 1781)

### Giugno
- 8 giugno - Paolo Da Ponte, arcivescovo cattolico italiano († 1792)
- 8 giugno - Gioacchino Maria Pontalti, vescovo cattolico italiano († 1772)
- 15 giugno - Luigi di Borbone-Condé, abate francese († 1771)
- 20 giugno - Giovanni Pietro Dolfin, scrittore, teologo e religioso italiano († 1770)
- 23 giugno - Hans Ulrich Grubenmann, ingegnere svizzero († 1783)
- 25 giugno - Francesco Araja, compositore italiano

### Luglio
- 3 luglio - Guglielmina di Prussia, prussiana († 1758)
- 4 luglio - Antonio Orgiazzi, pittore italiano († 1788)
- 5 luglio - Étienne de Silhouette, politico e funzionario francese († 1767)
- 8 luglio - Jérôme de Salis, II conte di Salis-Soglio, diplomatico inglese († 1794)
- 11 luglio - Johan Gottschalk Wallerius, chimico e mineralogista svedese († 1785)
- 14 luglio - Luigi del Giudice, arcivescovo cattolico italiano († 1791)
- 17 luglio - Giovanni Carlo Bandi, cardinale e vescovo cattolico italiano († 1784)
- 17 luglio - Friedrich Christian Baumeister, filosofo tedesco († 1785)
- 17 luglio - Giuseppe Antonio Luchi, pittore italiano († 1774)
- 21 luglio - Filippo Giuseppe di Salm-Kyrburg, principe († 1779)

### Agosto
- 7 agosto - Antonio Cantoni, arcivescovo cattolico italiano († 1781)
- 8 agosto - Ernesto Luigi II di Sassonia-Meiningen, duca tedesco († 1729)
- 8 agosto - Johann Georg Gmelin, botanico e esploratore tedesco († 1755)
- 8 agosto - Tokugawa Ietsugu, militare giapponese († 1716)
- 16 agosto - Ludvig Harboe, teologo e vescovo luterano danese († 1783)
- 19 agosto - Francesco Mattei, patriarca cattolico e nobile italiano († 1794)
- 21 agosto - Federico Enrico di Brandeburgo-Schwedt, nobile († 1788)
- 21 agosto - Luisa di Anhalt-Dessau, principessa († 1732)
- 22 agosto - Enea Silvio Piccolomini, cardinale italiano († 1768)
- 25 agosto - Antonio Rinaldi, architetto italiano († 1794)
- 26 agosto - Guillaume Repin, presbitero francese († 1794)
- 29 agosto - Jean-Baptiste-Louis Gresset, poeta e drammaturgo francese († 1777)

### Settembre
- 12 settembre - Charles Somerset, IV duca di Beaufort, nobile e politico inglese († 1756)
- 18 settembre - Samuel Johnson, critico letterario, poeta e saggista britannico († 1784)
- 23 settembre - Giuseppe Simonetti, cardinale italiano († 1767)
- 24 settembre - John Cleland, scrittore inglese († 1789)
- 26 settembre - Jean-Louis Le Loutre, presbitero e patriota francese († 1772)
- 28 settembre - Fabrizio Galliari, pittore e scenografo italiano († 1790)

### Ottobre
- 5 ottobre - Ludovico Stern, pittore italiano († 1777)
- 9 ottobre - Jean-Baptiste de Belloy-Morangle, cardinale e arcivescovo cattolico francese († 1808)
- 12 ottobre - Anne Hamilton, ufficiale scozzese († 1748)
- 28 ottobre - Pietro Gregorio Ottoboni Boncompagni Ludovisi, nobile italiano († 1747)
- 28 ottobre - Konstantin Schütz von Holzhausen, vescovo cattolico tedesco († 1775)

### Novembre
- 2 novembre - Anna di Hannover, principessa britannica († 1759)
- 9 novembre - Zaccaria Seriman, scrittore, poeta e librettista italiano († 1784)
- 10 novembre - Antoine François de Pardaillan de Gondrin, ammiraglio francese († 1741)
- 11 novembre - Luigi Giusti, librettista italiano († 1766)
- 22 novembre - František Benda, violinista e compositore ceco († 1786)
- 27 novembre - Eustachio Zanotti, astronomo e ingegnere italiano († 1782)

### Dicembre
- 1º dicembre - Franz Xaver Richter, compositore ceco († 1789)
- 4 dicembre - Mauro Sarti, religioso e storico italiano († 1766)
- 7 dicembre - Andrea Gallandi, storico italiano († 1779)
- 11 dicembre - Luisa Elisabetta di Borbone-Orléans, sovrana spagnola († 1742)
- 12 dicembre - John Gorham, generale britannico († 1751)
- 14 dicembre - Charles Lawrence, militare inglese († 1760)
- 25 dicembre - Julien Offray de La Mettrie, medico e filosofo francese († 1751)
- 29 dicembre - Elisabetta di Russia, sovrano russa († 1762)

### Senza giorno specificato
- George Adams senior, inventore inglese († 1772)
- Giuseppe Angeli, pittore italiano († 1798)
- Charles Avison, compositore e organista britannico († 1770)
- Philipp Hieronymus Brinckmann, incisore e pittore tedesco († 1760)
- Thomas Burke, vescovo cattolico irlandese († 1776)
- Savva Ivanovič Čevakinskij, architetto russo
- Giuseppe Pasquale Cirillo, giurista, avvocato e letterato italiano († 1776)
- Carl Alexander Clerck, entomologo e aracnologo svedese († 1765)
- Silvanus Cobb, ufficiale britannico († 1762)
- Johann Michael Feuchtmayer, scultore tedesco († 1772)
- Giovanni Angelo Finali, scultore italiano († 1772)
- Giuseppe Galeotti, pittore italiano († 1778)
- Jean Girardet, pittore francese († 1778)
- Francesco Grisi, soprano italiano († 1782)
- Robert Ker, II duca di Roxburghe, nobile scozzese († 1755)
- Tommaso Laghi, anatomista e fisiologo italiano († 1764)
- Agostino Lomellini, doge († 1791)
- Fëdor Alekseevič Minin, esploratore russo
- Francesco Monaco, incisore italiano
- Alberto Pappiani, matematico, astronomo e teologo italiano († 1790)
- Vasilije III Petrović-Njegoš, vescovo ortodosso serbo († 1766)
- Tommaso Poggini, presbitero e scrittore italiano († 1781)
- Domenico Porretti, compositore e violoncellista italiano († 1784)
- Louis de Règemorte, ingegnere francese († 1774)
- Domenico Sartori, scultore italiano († 1781)
- Christoph Schaffrath, compositore tedesco († 1763)
- Violante Beatrice Siries, pittrice italiana († 1783)
- Aleksej Ivanovič Skuratov, esploratore russo
- Thomas Villiers, I conte di Clarendon, nobile e politico inglese († 1786)
- Francesco Zugno, pittore italiano († 1787)
- Guillaume Évrard, scultore belga († 1793)

## Morti

### Gennaio
- 6 gennaio - Louise de Prie, nobildonna francese (n. 1624)
- 11 gennaio - Leandro Colloredo, cardinale italiano (n. 1639)
- 19 gennaio - Elisabetta Querini, nobildonna italiana (n. 1628)
- 20 gennaio - François d'Aix de La Chaise, gesuita francese (n. 1624)
- 22 gennaio - Ippolito Neri, poeta italiano (n. 1652)
- 24 gennaio - George Rooke, ammiraglio inglese (n. 1650)

### Febbraio
- 3 febbraio - Nicola da Longobardi, religioso italiano (n. 1650)
- 4 febbraio - Anne de Rohan-Chabot, nobile francese (n. 1648)
- 8 febbraio - Giuseppe Torelli, violinista e compositore italiano (n. 1658)
- 9 febbraio - Francesco Luigi di Borbone-Conti, principe e generale (n. 1664)
- 11 febbraio - Luisa Hollandina del Palatinato, nobile tedesca (n. 1622)
- 15 febbraio - John Philips, poeta inglese (n. 1676)
- 17 febbraio - Erik Benzelius il vecchio, religioso svedese (n. 1632)
- 19 febbraio - Tokugawa Tsunayoshi, militare giapponese (n. 1646)
- 20 febbraio - Andrea d'Avalos, militare e politico italiano (n. 1618)
- 27 febbraio - Elia Vannini, religioso e compositore italiano (n. 1644)

### Marzo
- 5 marzo - Robert De Longe, pittore fiammingo (n. 1646)
- 7 marzo - Francesco Stringa, pittore italiano (n. 1635)
- 9 marzo - Ralph Montagu, I duca di Montagu, nobile e diplomatico britannico (n. 1638)
- 10 marzo - Vidal Marín del Campo, vescovo cattolico spagnolo (n. 1653)
- 21 marzo - Burchard de Volder, fisico e matematico olandese (n. 1643)
- 26 marzo - Giovanni Battista Lucini, avvocato, letterato e librettista italiano (n. 1639)
- 28 marzo - Vittorio Francesco Stancari, matematico e astronomo italiano (n. 1678)

### Aprile
- 1º aprile - Enrico III Giulio di Borbone-Condé, principe francese (n. 1643)
- 2 aprile - Giovan Battista Gaulli, pittore italiano (n. 1639)
- 5 aprile - Roger de Piles, pittore, critico d'arte e diplomatico francese (n. 1635)
- 19 aprile - Louis de Duras, II conte di Feversham, nobile e militare francese (n. 1641)
- 20 aprile - Johann Ernst von Thun und Hohenstein, arcivescovo cattolico austriaco (n. 1643)
- 21 aprile - Giorgio XI di Cartalia, re (n. 1651)
- 21 aprile - Massimiliano del Liechtenstein, principe austriaco (n. 1641)
- 21 aprile - Emanuele Filiberto di Savoia-Carignano, principe (n. 1628)

### Maggio
- 6 maggio - John Lovelace, IV barone Lovelace, nobile e politico britannico (n. 1672)
- 6 maggio - Alvise II Mocenigo, doge (n. 1628)
- 13 maggio - Carey Fraser, nobildonna inglese (n. 1658)
- 17 maggio - Mary Pix, scrittrice e drammaturga inglese (n. 1666)
- 25 maggio - Nicola Vaccaro, pittore italiano (n. 1640)
- 26 maggio - Baldassarre Cenci, cardinale e arcivescovo cattolico italiano (n. 1648)
- 28 maggio - Federica di Sassonia-Gotha-Altenburg, principessa (n. 1675)

### Giugno
- 1º giugno - Charles Belgique Hollande de La Trémoille, nobiluomo francese (n. 1655)
- 11 giugno - Marcello d'Aste, cardinale e arcivescovo cattolico italiano (n. 1657)
- 14 giugno - Gabriel Nicolas de la Reynie, magistrato e poliziotto francese (n. 1625)
- 25 giugno - Federico VII di Baden-Durlach, sovrano (n. 1647)
- 29 giugno - Oronzo Malinconico, pittore italiano (n. 1661)
- 29 giugno - Antoine Thomas, gesuita e missionario belga (n. 1644)
- 30 giugno - Edward Lhuyd, naturalista, botanico e linguista gallese (n. 1660)

### Luglio
- 1º luglio - Artus Timoleone Luigi di Cossé-Brissac, militare francese (n. 1668)
- 17 luglio - Pascal Collasse, compositore francese (n. 1649)
- 18 luglio - Antonio Franchi, pittore italiano (n. 1638)

### Agosto
- 4 agosto - Elisabetta Amalia d'Assia-Darmstadt, nobildonna (n. 1635)
- 4 agosto - Marcos Rama, vescovo cattolico e teologo spagnolo (n. 1649)
- 14 agosto - Giovan Girolamo II Acquaviva d'Aragona, nobile e condottiero italiano (n. 1663)
- 24 agosto - Elisabetta Dorotea di Sassonia-Gotha-Altenburg, nobile (n. 1640)
- 29 agosto - Johann Friedrich Schweitzer, alchimista e medico tedesco (n. 1630)
- 31 agosto - Andrea Pozzo, gesuita e architetto italiano (n. 1642)

### Settembre
- 4 settembre - Jean-François Regnard, poeta e commediografo francese (n. 1655)
- 7 settembre - Gunno Eurelius Dahlstierna, poeta svedese (n. 1661)
- 9 settembre - Ottavio II Gonzaga, letterato italiano (n. 1667)
- 14 settembre - Luis Manuel Fernández Portocarrero y Guzmán, cardinale e arcivescovo cattolico spagnolo (n. 1635)
- 22 settembre - Ivan Mazeppa (n. 1639)
- 27 settembre - Thierry Ruinart, storico francese (n. 1657)

### Ottobre
- 2 ottobre - Claude-François Poullart des Places, presbitero francese (n. 1679)
- 9 ottobre - Barbara Palmer, nobile britannica (n. 1640)
- 14 ottobre - Guglielmo Ludovico di Anhalt-Harzgerode, nobile tedesco (n. 1643)
- 31 ottobre - Henry Hyde, II conte di Clarendon, politico inglese (n. 1638)

### Novembre
- 7 novembre - Giovanni Battista Pamphili, II principe di San Martino al Cimino e Valmontone, principe italiano (n. 1648)
- 13 novembre - Giulio Cirello, pittore italiano (n. 1633)
- 23 novembre - William Bentinck, I conte di Portland, militare e diplomatico inglese (n. 1649)
- 29 novembre - Charles Dormer, II conte di Carnarvon, nobile britannico (n. 1632)

### Dicembre
- 1º dicembre - Abraham a Sancta Clara, predicatore e scrittore austriaco (n. 1644)
- 7 dicembre - Meindert Hobbema, pittore olandese (n. 1638)
- 8 dicembre - Thomas Corneille, drammaturgo francese (n. 1625)
- 9 dicembre - Nicolaes Visscher, disegnatore, incisore e editore olandese (n. 1618)
- 10 dicembre - Henry Howard, V conte di Suffolk, nobile inglese (n. 1627)
- 13 dicembre - Prudenza Gabrielli Capizucchi, scrittrice e nobildonna italiana (n. 1654)
- 21 dicembre - Francesco Bonesana, vescovo cattolico italiano (n. 1649)
- 23 dicembre - Alexandros Mavrokordatos, diplomatico ottomano (n. 1636)

### Senza giorno specificato
- Phrachao Suea, sovrano (n. 1661)
- Salomon Adler, pittore prussiano (n. 1630)
- Gustaf Adlerfelt, storico svedese (n. 1671)
- Tranquillo d'Orléans, religioso francese (n. 1644)
- Albert Auwercx, artista fiammingo (n. 1629)
- Eraclio I di Cachezia, re (n. 1642)
- Cristoforo Caresana, compositore, organista e tenore italiano
- Jean Baptiste Duru, pittore e disegnatore francese (n. 1672)
- Bartolomeo Guidobono, pittore italiano (n. 1654)
- Bonne de Pons d'Heudicourt, nobile francese (n. 1641)
- Bartolomeo Manni, scultore svizzero (n. 1647)
- Huw Morus, scrittore gallese (n. 1622)
- Guglielmo di Nassau-Zuylestein, I conte di Rochford, militare e diplomatico olandese (n. 1649)
- Pierre Naust,  francese
- Isaac Papin, religioso, filosofo e teologo francese (n. 1657)
- Giovanni Battista Sanudo, vescovo cattolico italiano (n. 1642)
- Pietro Somazzi, scultore e stuccatore svizzero

## Calendario
| Calendario 1709 | Calendario 1709 | Calendario 1709 | Calendario 1709 | Calendario 1709 | Calendario 1709 | Calendario 1709 | Calendario 1709 | Calendario 1709 | Calendario 1709 | Calendario 1709 | Calendario 1709 | Calendario 1709 | Calendario 1709 | Calendario 1709 | Calendario 1709 | Calendario 1709 | Calendario 1709 | Calendario 1709 | Calendario 1709 | Calendario 1709 | Calendario 1709 | Calendario 1709 | Calendario 1709 | Calendario 1709 | Calendario 1709 | Calendario 1709 | Calendario 1709 | Calendario 1709 | Calendario 1709 | Calendario 1709 | Calendario 1709 | Calendario 1709 |
| --------------- | --------------- | --------------- | --------------- | --------------- | --------------- | --------------- | --------------- | --------------- | --------------- | --------------- | --------------- | --------------- | --------------- | --------------- | --------------- | --------------- | --------------- | --------------- | --------------- | --------------- | --------------- | --------------- | --------------- | --------------- | --------------- | --------------- | --------------- | --------------- | --------------- | --------------- | --------------- | --------------- |
|                 | 1               | 2               | 3               | 4               | 5               | 6               | 7               | 8               | 9               | 10              | 11              | 12              | 13              | 14              | 15              | 16              | 17              | 18              | 19              | 20              | 21              | 22              | 23              | 24              | 25              | 26              | 27              | 28              | 29              | 30              | 31              |                 |
| Gennaio         | Ma              | Me              | Gi              | Ve              | Sa              | Do              | Lu              | Ma              | Me              | Gi              | Ve              | Sa              | Do              | Lu              | Ma              | Me              | Gi              | Ve              | Sa              | Do              | Lu              | Ma              | Me              | Gi              | Ve              | Sa              | Do              | Lu              | Ma              | Me              | Gi              |                 |
| Febbraio        | Ve              | Sa              | Do              | Lu              | Ma              | Me              | Gi              | Ve              | Sa              | Do              | Lu              | Ma              | Me              | Gi              | Ve              | Sa              | Do              | Lu              | Ma              | Me              | Gi              | Ve              | Sa              | Do              | Lu              | Ma              | Me              | Gi              |                 |                 |                 |                 |
| Marzo           | Ve              | Sa              | Do              | Lu              | Ma              | Me              | Gi              | Ve              | Sa              | Do              | Lu              | Ma              | Me              | Gi              | Ve              | Sa              | Do              | Lu              | Ma              | Me              | Gi              | Ve              | Sa              | Do              | Lu              | Ma              | Me              | Gi              | Ve              | Sa              | Do              |                 |
| Aprile          | Lu              | Ma              | Me              | Gi              | Ve              | Sa              | Do              | Lu              | Ma              | Me              | Gi              | Ve              | Sa              | Do              | Lu              | Ma              | Me              | Gi              | Ve              | Sa              | Do              | Lu              | Ma              | Me              | Gi              | Ve              | Sa              | Do              | Lu              | Ma              |                 |                 |
| Maggio          | Me              | Gi              | Ve              | Sa              | Do              | Lu              | Ma              | Me              | Gi              | Ve              | Sa              | Do              | Lu              | Ma              | Me              | Gi              | Ve              | Sa              | Do              | Lu              | Ma              | Me              | Gi              | Ve              | Sa              | Do              | Lu              | Ma              | Me              | Gi              | Ve              |                 |
| Giugno          | Sa              | Do              | Lu              | Ma              | Me              | Gi              | Ve              | Sa              | Do              | Lu              | Ma              | Me              | Gi              | Ve              | Sa              | Do              | Lu              | Ma              | Me              | Gi              | Ve              | Sa              | Do              | Lu              | Ma              | Me              | Gi              | Ve              | Sa              | Do              |                 |                 |
| Luglio          | Lu              | Ma              | Me              | Gi              | Ve              | Sa              | Do              | Lu              | Ma              | Me              | Gi              | Ve              | Sa              | Do              | Lu              | Ma              | Me              | Gi              | Ve              | Sa              | Do              | Lu              | Ma              | Me              | Gi              | Ve              | Sa              | Do              | Lu              | Ma              | Me              |                 |
| Agosto          | Gi              | Ve              | Sa              | Do              | Lu              | Ma              | Me              | Gi              | Ve              | Sa              | Do              | Lu              | Ma              | Me              | Gi              | Ve              | Sa              | Do              | Lu              | Ma              | Me              | Gi              | Ve              | Sa              | Do              | Lu              | Ma              | Me              | Gi              | Ve              | Sa              |                 |
| Settembre       | Do              | Lu              | Ma              | Me              | Gi              | Ve              | Sa              | Do              | Lu              | Ma              | Me              | Gi              | Ve              | Sa              | Do              | Lu              | Ma              | Me              | Gi              | Ve              | Sa              | Do              | Lu              | Ma              | Me              | Gi              | Ve              | Sa              | Do              | Lu              |                 |                 |
| Ottobre         | Ma              | Me              | Gi              | Ve              | Sa              | Do              | Lu              | Ma              | Me              | Gi              | Ve              | Sa              | Do              | Lu              | Ma              | Me              | Gi              | Ve              | Sa              | Do              | Lu              | Ma              | Me              | Gi              | Ve              | Sa              | Do              | Lu              | Ma              | Me              | Gi              |                 |
| Novembre        | Ve              | Sa              | Do              | Lu              | Ma              | Me              | Gi              | Ve              | Sa              | Do              | Lu              | Ma              | Me              | Gi              | Ve              | Sa              | Do              | Lu              | Ma              | Me              | Gi              | Ve              | Sa              | Do              | Lu              | Ma              | Me              | Gi              | Ve              | Sa              |                 |                 |
| Dicembre        | Do              | Lu              | Ma              | Me              | Gi              | Ve              | Sa              | Do              | Lu              | Ma              | Me              | Gi              | Ve              | Sa              | Do              | Lu              | Ma              | Me              | Gi              | Ve              | Sa              | Do              | Lu              | Ma              | Me              | Gi              | Ve              | Sa              | Do              | Lu              | Ma              |                 |